# Просвистела
«Просвистела» (название в переиздании 2001 года — «Пролетела») — сборник наиболее популярных песен группы «ДДТ», выпущенный к двадцатилетию группы.

## О создании
Заглавная песня «Просвистела» была записана в 1997 году «по следам альбома „Любовь“, как радио-сингл» на репетиционной студии ДДТ. Звукорежиссёр — Игорь Сорокин. Первоначальный вариант песни был записан в «Деревенском альбоме» — демоверсии «Мира номер ноль». В том же году Шевчук исполнял её и в своей сольной программе «Два концерта. Акустика». Юрий Шевчук называет такие песни «народными» и на концертах объявляет её так: «Это песня о том, как наши парни в рай поехали».
Альбом издан на компакт-дисках и магнитофонных кассетах. В переиздании 2001 года нет песни «Я получил эту роль» и присутствует версия «Ленинграда» со стихом «Суббота» из альбома «Оттепель», а также изменён порядок треков. В переиздании 2011 года возвращена первоначальная трековая конфигурация.

## Список композиций
| №   | Название             | Альбом               | Длительность |
| --- | -------------------- | -------------------- | ------------ |
| 1.  | «Просвистела»        | ранее не издавалась  | 3:43         |
| 2.  | «Я получил эту роль» | Я получил эту роль   | 5:43         |
| 3.  | «Дождь»              | Актриса Весна        | 5:03         |
| 4.  | «В последнюю осень»  | Актриса Весна        | 4:44         |
| 5.  | «Что такое осень»    | Актриса Весна        | 4:56         |
| 6.  | «Любовь»             | Любовь               | 4:47         |
| 7.  | «Не стреляй»         | Я получил эту роль   | 4:24         |
| 8.  | «Еду я на родину»    | Чёрный пёс Петербург | 4:36         |
| 9.  | «Ветер»              | Это всё…             | 4:51         |
| 10. | «Белая ночь»         | Это всё…             | 6:52         |
| 11. | «Белая река»         | Это всё…             | 4:57         |
| 12. | «Ты не один»         | Чёрный пёс Петербург | 5:08         |
| 13. | «Ленинград»          | Чёрный пёс Петербург | 3:43         |
| 14. | «Это всё…»           | Это всё…             | 7:48         |

## Участники записи
- Юрий Шевчук — вокал, акустическая гитара
- Вадим Курылёв — гитары
- Игорь Тихомиров — бас-гитара
- Игорь Доценко — ударные
- Константин Шумайлов — клавишные, бэк-вокал